# Steve Leialoha
Steve Leialoha (né le 27 janvier 1952) est un dessinateur de bande dessinée américain, principalement connu pour son travail d'encreur de comic book chez DC Comics et Marvel Comics. C'est le compagnon de l'auteure underground Trina Robbins.

## Récompenses
- 2003 : Prix Eisner de la meilleure nouvelle série pour Fables (avec Lan Medina, Mark Buckingham et Bill Willingham)
- 2003 : Prix Eisner de la meilleure histoire à suivre pour « Legends in Exile » (Fables n°1-5, avec Lan Medina et Bill Willingham)
- 2005 : Prix Eisner de la meilleure histoire à suivre pour  « March of the Wooden Soldiers » (Fables n°19-27, avec Mark Buckingham et Bill Willingham)
- 2006 : Prix Eisner de la meilleure histoire à suivre pour « Return to the Homelands » (Fables n°36-38 et 40-41, avec Mark Buckingham et Bill Willingham)
- 2007 : Prix Eisner de la meilleure équipe dessinateur/encreur (avec Mark Buckingham)